# Georg Zimmermann
Georg Zimmermann (født 11. oktober 1997 i Augsburg) er en professionel cykelrytter fra Tyskland, der er på kontrakt hos Intermarché-Wanty.
I august 2019 kom han for første gang på et World Tour-hold, da han lavede en aftale med CCC Team.